# ディーアンドエルプロモーション
株式会社ディーアンドエルプロモーション（英文社名；D&L Promotion Co., Ltd）は、東京都渋谷区に本社を置く日本のAVプロダクション。

## 概要
紅音ほたる、横山美雪、片桐えりりかが司会を務めるUstreamの生放送番組「艶姫ナイトTV」（毎週土曜日20時～21時）の運営会社である。

## 所属タレント
※2012年10月現在

### アイドル
- 椿麻美
- 聖紗奈
- 村上愛里
- 夏目みゆ
- 深山沙織

### アーティスト
- M2 vision（MIKI、MINAKO）

## かつて所属していたタレント
- 葵麻衣
- 稲村もと
- 太田恵実
- 大平めいさ
- 緒川萌菜子
- 黒田亜梨沙（2010年、「寺島ありさ」に改名）
- 君島あすか（2010年にSMAに移籍、「西本明日香」で活動）
- さくら萌
- 沢口かりん
- 柴田早智子
- 瀬乃さとえ
- 高橋慶子
- 高橋さやか
- 立花麗美
- 眞野香菜子
- 宮崎奈津希
- 山崎えりか
- 吉用由美